# Срб (Хорватия)
Срб — деревня в исторической области Лика в Хорватии (жупания Задарска).

## Общие сведения
Расположена на реке Уна, а также на дороге, ведущей из населённого пункта Доњи Лапац в город Книн, к востоку от Грачаца, к муниципалитету которого относится. До 2011 года была разделена на две части — более крупная называлась Доњи Срб, а вторая Горњи Срб. Население в 2011 составило 472 человека.

## История
Упоминается с XIV века. 27 июля 1941 года в Србе произошло Србское восстание против Независимого государства Хорватия. 25 июля 1990 в населённом пункте состоялось собрание около 100 000 хорватских сербов, издавшее декларацию, образовавшую несколько политических органов (см. «Революция брёвен»).